# Метакогніція
Метакогніція — це свідоме керування своїми пізнавальними процесами, спостереження за собою в процесі прийняття рішень, у тому числі в ситуаціях морального вибору, самокорекція. За допомогою метакогніціі людина рефлексує своє мислення, цінності, характеристики та виправляє в них те, що заважає щасливому індивідуальному буттю. 

## Наукознавчі дисципліни
Металогіка — вивчення метатеорії логіки. На відміну від логіки, яка досліджує способи застосування логічних систем для доведень і спростувань, металогіка досліджує властивості самих логічних систем. 
- Метаматематика і металогіка розглядаються як синоніми та вивчаються в рамах математичної логіки. Завдання теорії — встановити межі області застосування досліджуваної в ній теорії, відповісти на запитання про її несуперечності та повноті, вивчити способи введення її нових понять і докази її пропозицій і т.п .
- Метафізика — це вчення про надчуттєві, недоступні досвідові принципи і начала буття (існування світу). Згідно з Кантом, «Метафізика — це частина філософії, що визначає апріорні умови пізнання».
- Метапсихологія в перекладі з грецької мови означає: «meta» — після, або за, «psiche» і «logos» — це вчення про душу. В метапсихології викладені засади, на яких будується дане психологічне знання, а на цій основі мають розв'язуватися часткові психологічні проблеми. Метапсихологія пов'язана з філософською онтологією людини.
- Метафілософія — це галузь філософії, яка критично аналізує основи, методологію, цілі та межі філософського мислення, досліджуючи питання про те, що таке філософія, як вона повинна практикуватися, які її можливості та обмеження, а також як вона співвідноситься з іншими формами знання та людського досвіду.

### Книги
- McGuire Stephanie; Angelo Thomas A. (2015). Teach students how to learn: strategies you can incorporate into any course to improve student metacognition, study skills, and motivation (вид. 1st edition). Sterling, Virginia. ISBN 978-1-62036-317-1.
- Azevedo Roger; Aleven Vincent A. W. M. M. (2013). International handbook of metacognition and learning technologies. New York, NY: Springer. ISBN 978-1-4419-5546-3.
- Hunter Geoffrey, Metalogic: An Introduction to the Metatheory of Standard First-Order Logic, University of California Press, 1971

### Журнали
- Metacognition and Learning (Springer)

### Статті
- Fleur Damien S.; Bredeweg Bert; van den Bos Wouter (2021). Metacognition: ideas and insights from neuro- and educational sciences. npj Science of Learning (англ.) 6 (1). с. 1–11. doi:10.1038/s41539-021-00089-5.
- Loksa Dastyni; Margulieux Lauren; Becker Brett A. та ін. (2022). Metacognition and Self-Regulation in Programming Education: Theories and Exemplars of Use. ACM Transactions on Computing Education 22 (4). с. 39:1–39:31. doi:10.1145/3487050.
- Akturk Ahmet Oguz; Sahin Ismail (2011). Literature Review on Metacognition and its Measurement. Procedia - Social and Behavioral Sciences (англ.) 15. с. 3731–3736. doi:10.1016/j.sbspro.2011.04.364.
- Найдьонова Л. М. Рефлексивна ємність середовища спілкування як метакогнітивний чинник імпліцитної соціальної сапомоваги. Актуальні проблеми психології Т. 12. Психологія творчості. Вип. 15. Частина І.
- Смульсон М.Л. Інтелектуальні метакогніції та конструювання особистісного досвіду в похилому віці. Актуальні проблеми психології Т.2. Вип. 13. 2021
- Сігінішина А. С. Метакогнітивні судження як засіб моніторингу пам'яті.